# H / Dutch Connection
Pour les articles homonymes, voir H.
H et Dutch Connection sont deux bandes dessinées réalisées par Jean Van Hamme (scénario) et Philippe Francq (dessinateur), formant un diptyque appartenant à la série Largo Winch, et éditées respectivement en 1994 et 1995 par Dupuis dans la collection Repérages.
Ce diptyque constitue les cinquième et sixième tomes de la série.

## Description

### Résumé
Largo Winch est entraîné malgré lui dans un gigantesque trafic d'héroïne duquel on le soupçonne d'être à la tête. Ce trafic fonctionne grâce à plusieurs entreprises de son groupe, en particulier la Winchair qui permet de transiter la drogue depuis le Triangle d'or. Largo décide d'enquêter seul pour savoir lequel de ses collaborateurs tire les ficelles de ce trafic, pendant que la police de plusieurs pays est à sa poursuite. Une course contre la montre s'engage donc.

### Personnages
Outre les personnages récurrents de la série, on trouve dans ces deux albums :
- Sveig Larsen (dit le chimiste) : norvégien libéré des griffes de Phaï-Tang en Thaïlande par Largo Winch. Expert en synthèse d'héroïne pure, il est soupçonné d'avoir remonté le trafic de drogue pour le compte de Largo Winch ;
- James Donahue : agent américain de la DEA. Il est persuadé que Winch est à la tête du réseau et met tout en œuvre pour l'inculper ;
- Solange Vandenberg : aristocrate et héroïnomane vivant à Paris, elle va accompagner Largo une bonne partie de l'aventure ;
- Wolf Karsh : homme de main relativement cruel chargé de faire disparaître les éléments gênants autour du trafic. Surnommé "l'Albinos" ;
- Phaï Tang : maître spirituel de Largo dans sa période thaïlandaise, apparaît ici sous forme de flash-back. Il réapparaitra dans des albums ultérieurs ;
- Marjan Texel : Inspecteur adjoint de la police néerlandaise, sous les ordres de Karel, elle se fait passer pour une étudiante en sociologie auprès de Simon dont elle devient la maîtresse. Leur relation se poursuivra lors des tomes suivants, partant ensemble en vacances en Asie. Elle habite Amsterdam et on la reverra dans certains albums ultérieurs ;
- Andy et Antoon Cornelis : Frères jumeaux, informaticiens et électroniciens, amis de Largo, ils aident considérablement ce dernier pour démanteler le trafic de drogue.
- Daong : tueur indonésien au service de Karsh.

## Analyse
À l'instar des autres albums de la série, les cinquième et sixième tomes forment un diptyque complet. Le scénario se base sur la recette qui a fait le succès des albums précédents (complot, action, luxe et un peu de sexe…). Comme les précédents, l'intrigue donne lieu à un travail de documentation très approfondi (ici les grandes ficelles des trafics de drogue internationaux, de la conception chimique à l'écoulement), ce qui donne une tonalité très réaliste aux deux albums ; réalisme approfondi par un dessin très précis des personnages et des lieux.
Ces 2 albums forment une adaptation en bande dessinée du 2e tome des romans Largo Winch écrits par Jean Van Hamme: La Cyclope

## Publications en français

### Albums
- H, Dupuis, coll. Repérages, 1994  (ISBN 2-8001-2127-0)
- Dutch Connection, Dupuis, coll. Repérages, 1995  (ISBN 2-8001-2201-3)